# Saranče stěhovavá
Saranče stěhovavá (Locusta migratoria) je škodlivý hmyz, je nejrozšířenějším druhem sarančí. Dorůstá délky 3–6 cm, váží okolo dvou gramů. Žije v tropických oblastech Afriky a Asie (byla zavlečena i do Austrálie), ojediněle zavítá i do jižní Evropy. Zpráva o invazi sarančí na území Čech a Moravy pochází z roku 1338.
Saranče se liší od kobylek tím, že mají tykadla kratší než tělo. Také jsou na rozdíl od kobylek býložravá. Když se na určitém místě sarančata přemnoží, nastane jejich hromadné stěhování. Oblak letících sarančat má plochu až 12 kilometrů čtverečních, počet jedinců v takovém hejnu se odhaduje na dvě miliardy a celková hmotnost roje může dosáhnout 4000 tun. Dokáží urazit s pomocí větru až 200 km za den. Kde se takové hejno usadí, tam zlikviduje veškerou vegetaci. Saranče během svého života sežere až třicetkrát více potravy, než je jeho vlastní váha. K poslední velké invazi sarančat došlo na Madagaskaru v březnu 2013.
Masivní přemnožení sarančí je zmíněno také v biblické knize Exodus v souvislosti s deseti ranami, které uvalil Hospodin na Egypt jako trest za utiskování Izraelitů. V Bibli jsou však saranče zcela nesprávně označovány jako kobylky.
Samci sarančat vydávají charakteristické vrzání třením zadních noh o přední křídla. Samička klade do půdy sto až pět set vajíček, z nichž se s příchodem dešťů líhnou larvy.
Sarančata se také chovají uměle, teraristé je kupují jako krmivo pro plazy. V Africe jsou pražená nebo mletá sarančata součástí lidské stravy.